# Yebonia
Yebonia is een geslacht van wantsen uit de familie van de Miridae (blindwantsen). Het geslacht werd voor het eerst wetenschappelijk beschreven door José Cândido de Melo Carvalho in 1951.

## Soorten
Het genus bevat de volgende soort:

- Yebonia hyaloscutellata Carvalho, 1951